# 于頌
于 頌（う しょう 1987年8月6日 - ）は、中国の山東省青島市出身の柔道選手。階級は78kg超級。身長182cm。体重128kg。

## 人物
2005年のアジア選手権78kg超級では杉本美香に敗れて2位だったが、無差別では3位となった。地元で開催された青島国際では優勝している。以降、グランプリ・青島を含めて今大会では7回の優勝を果たした。しかしながら、この階級には佟文や秦茜などより活躍していた選手がいたことからなかなか代表にはなれなかった。その後、佟文が国際大会に出場しなくなった2013年には、ワールドマスターズで優勝を成し遂げた。2014年にはグランドスラム・アブダビでも優勝を飾ったにもかかわらず、世界選手権代表の座は逃し続けた。2015年にはアジア選手権で優勝を果たし、ワールドマスターズでは2連覇を飾っている。8月の世界選手権では決勝で日本の田知本愛を指導2で破って優勝したが、2016年のリオデジャネイロオリンピックでは準決勝で金メダルを獲得したフランスのエミリ・アンデオルに敗れて銅メダルに終わった。2017年の世界選手権では決勝で朝比奈沙羅と対戦すると、指導1を先取されるもその後に偽装攻撃とも取れる巻き込み技を幾度となく仕掛けて手数を積み、指導2を取り返して勝利して2連覇を果たした。その実績が評価されて国内オリンピック委員会連合(ANOC)から最優秀女性選手賞が贈られた。

## 主な戦績
(階級表記のない大会は全て78kg超級での成績)
- 2004年 - アジアジュニア　3位
- 2005年 - アジア選手権　78kg超級　2位　無差別　3位
- 2005年 - アジアジュニア　2位
- 2005年 - 青島国際　78kg超級　優勝　無差別　2位
- 2006年 - イギリス国際　3位
- 2006年 - アジアジュニア　2位
- 2006年 - 青島国際　2位
- 2008年 - 青島国際　優勝
- 2009年 - グランプリ・青島　2位
- 2010年 - グランプリ・アブダビ　3位
- 2010年 - ワールドカップ・スウォン　優勝
- 2010年 - グランプリ・青島　優勝
- 2011年 - ワールドマスターズ　5位
- 2011年 - ワールドカップ・プラハ　3位
- 2011年 - グランプリ・バクー　2位
- 2011年 - ワールドカップ・サンパウロ　優勝
- 2011年 - グランプリ・青島　優勝
- 2011年 - ワールドカップ・チェジュ　優勝
- 2012年 - グランプリ・青島　優勝
- 2012年 - ワールドカップ・チェジュ　優勝
- 2013年 - ワールドマスターズ　優勝
- 2014年 - グランプリ・デュッセルドルフ　3位
- 2014年 - グランプリ・ザグレブ　優勝
- 2014年 - グランドスラム・アブダビ　優勝
- 2014年 - グランプリ・青島　優勝
- 2015年 - ヨーロッパオープン・オーバーヴァルト　2位
- 2015年 - ヨーロッパオープン・プラハ　2位
- 2015年 - グランプリ・トビリシ　優勝
- 2015年 - アジア選手権　優勝
- 2015年 - ワールドマスターズ　優勝
- 2015年 - グランドスラム・チュメニ 3位
- 2015年 - 世界選手権 優勝
- 2015年 - グランプリ・タシュケント　3位
- 2015年 - グランドスラム・パリ　5位
- 2015年 - グランドスラム・アブダビ　3位
- 2015年 -　グランプリ・青島　優勝
- 2016年 -　ヨーロッパオープン・ローマ　優勝
- 2016年 - グランプリ・デュッセルドルフ　2位
- 2016年 -　グランドスラム・バクー　2位
- 2016年 - グランプリ・ブダペスト　3位
- 2016年 - リオデジャネイロオリンピック 3位
- 2017年 -　世界選手権　優勝
- 2019年 - ヨーロッパオープン・オーバーヴァルト　優勝

(出典、JudoInside.com)